# Romantic Ballads
A Romantic Ballads a Locomotiv GT 1998-as válogatásalbuma. Egy moszkvai  kiadású kalózlemez. Az első két nagylemez, valamint a  Motor City Rock és a Locomotiv GT in Warsaw anyagából válogatták össze.

## Az album dalai
1. Lincoln Festival Blues
2. Lady Of The Night
3. Hey, I'm Speaking
4. Endless Rain
5. And The Doctor Came
6. One Song For No One
7. Pivot
8. Serenade To My Love
9. Motor City Love
10. Apple Dance
11. I Love You Warsaw
12. Blue Woman
13. Royal Blues
14. Azt hittem
15. I Write A Song For You